# Le Livre-cœur
Pour les articles homonymes, voir Cuore.
Le Livre-cœur (Cuore en version originale) est un roman pour enfants de l'écrivain italien Edmondo De Amicis et paru en 1886. Il se présente comme le journal d'un écolier italien au cours de l'année scolaire 1881-1882.

## Présentation
L'histoire se déroule au cours des neuf mois de l'année scolaire 1881-1882, c'est-à-dire du 17 octobre 1881 au 10 juillet 1882. Elle est présentée comme le journal d'Enrico Bottini, dix ans, un élève de troisième élémentaire (quatrième année de scolarisation à l'école primaire) à l'école Baretti de Turin. Celui-ci retrouve, en 1885, alors qu'il est au lycée, son cahier d'écolier, et le réécrit en le commentant.
D'autres histoires gravitent autour de ce récit central, notamment les « récits du mois » des histoires racontées par le maître d'école et mettant en scène des enfants héroïques lors des guerres d'Indépendance. Ces récits permettent également de présenter les différentes régions de l'Italie réunifiée.
- Octobre : « Le petit patriote de Padoue »
- Novembre : « La petite vedette lombarde »
- Décembre : « Le petit écrivain florentin »
- Janvier : « Le tambour sarde »
- Février : « Les infirmières de Tata »
- Mars : « Sang Romagnol »
- Avril : « Valeur civique »
- Mai : « Des Apennins aux Andes »
- Juin : « Naufrage »

## Analyse et commentaire
Edmondo De Amicis confie en 1878 à ses futurs éditeurs Emilio et Giuseppe Treves son intention d'écrire un roman sur l'enfance et l'amitié, qui mettrait en exergue le rôle de l'école. Le choix de l'année scolaire 1881-1882 lui permet d'évoquer la création récente de l'Italie, par exemple en citant la mort de Garibaldi le 2 juin 1882. Le choix de ce contexte permet de faire de l'Italie réunifiée un personnage à part entière. Les différentes guerres d'indépendance sont aussi évoquées à travers les « récits du mois ».
La loi Casati de 1859, prise dans le royaume de Piémont-Sardaigne et étendue par la suite à toute l'Italie, complétée par la loi Coppino du 15 juillet 1877, instaurait l'obligation et la gratuité de la scolarisation primaire pour les enfants des deux sexes.
Le Livre-cœur peut se rapprocher d'autres ouvrages de la littérature enfantine et pédagogique italienne : les œuvres de Cesare Balbo, celles de Cesare Cantù, ou encore Giannetto d'Alessandro Luigi Parravicini. Un rapprochement peut également être fait avec Le Tour de la France par deux enfants par G. Bruno (Augustine Tuillerie), paru en 1877, mais moins nationaliste, car le patriotisme d'Edmondo De Amicis n'a pas pour origine une défaite italienne et une amputation du territoire.
Le livre connut un énorme succès, avec une quarantaine d'éditions italiennes en quelques mois, des traductions dans une dizaine de langues (plus de deux cents traductions actuellement).
Umberto Eco écrivit un Éloge de Franti, qui critique la dimension nationaliste et réactionnaire du livre.
En France, le Livre-cœur est relativement peu connu, du fait de la rareté des traductions :
- une traduction incomplète par Adrienne Piazzi en 1892, parue chez Delagrave sous le titre Grands Cœurs, rééditée à trente-six reprises jusqu'en 1962[4] ;
- une édition grand format, illustrée par Guido Bertello, traduction de Christiane de Hass, éditions des deux Coqs d'Or, sous le titre Grand Cœur, le journal d'un écolier, en 1968.
- une adaptation par Nouchka Quey-Cauwet en 1987 aux éditions Larousse dans la collection des « Classiques Juniors » ;
- une traduction sous le titre Le Livre-cœur par Piero Caracciolo, Marielle Macé, Lucie Marignac et Gilles Pécout, notes et postface de Gilles Pécout suivi de deux essais d'Umberto Éco, Paris, éditions Rue d'Ulm/Presses de l'École normale supérieure, 2001.

## Prolongements
Le roman fut adapté au cinéma et à la télévision.
- En 1947, une adaptation par Duilio Coletti, avec Vittorio De Sica comme acteur sous le titre Les Belles Années
- Une autre adaptation en 1973 par Romano Scavolini
- En 1976, Takahata Isao réalise une adaptation en animation (52 épisodes de 26 minutes) tirée de l'épisode « Des Apennins aux Andes », sous le titre Haha wo tazunete sanzenri. Elle connaît une diffusion et un succès international (Japon, Corée, Amérique du Sud, Italie, Afrique) mais reste à ce jour -avril 2012- inédite en France.
- Une autre série animée de 26 épisodes fut produite en 1981 et inspirée du livre entier (Ai no Gakko Cuore Monogatari) , diffusée sous le titre : Coeur.
- En 1984, une autre adaptation, plus connue, est réalisée par Luigi Comencini : Cuore
- En 2000, une série télévisée dirigée par Maurizio Zaccaro et interprétée par Giulio Scarpati et Anna Valle, passe sur la cinquième chaîne italienne

Il fut également parodié :
- Giobbe Covatta publie en 1993 Pancréas - Transplantation du Livre-cœur (Pancreas - Trapianto del libro Cuore) aux éditions Salani.
- Federico Maria Sardelli en fit une parodie satirique sous le titre Il Libro Cuore (forse)